# Antidot
Un antidot (sinonim: contraotravă) este un compus chimic care are un efect de neutralizare al acțiunii unei otrăvi sau unei substanțe extrem de toxice. Termenul provine din greacă φάρμακον ἀντίδοτον (pharmakon antidoton), care înseamnă „(medicament) dat ca remediu / leac”.

Structura chimică a atropinei

Unele antidoturi utilizate pentru anumite toxine sunt fabricate prin injectarea toxinei respective în corpul unui animal, în doze mici, urmând ca apoi anticorpii formați în corpul gazdei să fie recoltați. Aceste antidoturi pot fi utilizate în cazurile de intoxicații cu venin (de exemplu, de șerpi, păianjeni sau alte animale veninoase). Totuși, în unele cazuri (de exemplu, veninul de artropode: unii păianjeni, scorpioni, albine) veninul este potențial-letal doar dacă provoacă reacții alergice de tipul șocului anafilactic, iar atunci nu se poate trata otrăvirea ci se tratează reacția alergică (cu adrenalină).
Pentru unele toxine nu există niciun antidot. De exemplu, intoxicația cu aconitină (un alcaloid extrem de toxic din tuberculul unor specii de Aconitum) în cantități suficiente este adesea fatală. În acest caz se poate trata doar bradicardia instalată prin administrare de atropină.

## Listă de antidoturi
Mai jos se regăsește o listă de antidoturi și intoxicația pentru care fiecare dintre antidoturi este indicat:
| Antidotul (agent medicamentos)                                                                                 | Indicația (intoxicația)                                                            | Note  |
| --- | ---------------------------------------------------------------------------------- | ----- |
| Cărbune activ și sorbitol                                                                                      | multe toxine orale                                                                 |       |
| Teofilină | adenozină                                                                          |       |
| Antimuscarinice (de exemplu, atropină)                                                                         | insecticide organofosforice și carbamați, gaze iritante, unele toxine din ciuperci |       |
| Beta-blocante                                                                                                  | teofilină                                                                          |       |
| Clorură de calciu                                                                                              | blocante ale canalelor de calciu, venin de Latrodectus                             | [ 5 ] |
| Gluconat de calciu                                                                                             | blocante ale canalelor de calciu, acid fluorhidric                                 | [ 5 ] |
| Agenți chelatori, precum EDTA, dimercaprol (BAL), penicilamină și acid 2,3-dimercaptosuccinic (DMSA, succimer) | metale grele                                                                       | [ 6 ] |
| Hidroxocobalamină, nitrit de amil, azotit de sodiu sau tiosulfat                                               | cianură                                                                            |       |
| Ciproheptadină                                                                                                 | serotonină (sindromul serotoninergic)                                              |       |
| Deferoxamină, mesilat                                                                                          | fier                                                                               |       |
| Digoxin Immune Fab, anticorp (Digibind și Digifab)                                                             | digoxină                                                                           |       |
| Difenhidramină clorhidrat și benztropină mesilat                                                               | reacții extrapiramidale asociate cu antipsihotice                                  |       |
| Etanol sau fomepizol                                                                                           | etilenglicol, metanol                                                              |       |
| Flumazenil | benzodiazepine (supradoză)                                                         | [ 7 ] |
| Glucagon | beta-blocante și blocante ale canalelor de calciu                                  |       |
| 100% oxigen sau oxigenoterapie hiperbară (HBOT)                                                                | monoxid de carbon și cianură                                                       |       |
| Idarucizumab                                                                                                   | dabigatran etexilat, un anticoagulant                                              |       |
| Insulină cu glucagon                                                                                           | beta-blocante și blocante ale canalelor de calciu                                  |       |
| Leucovorin | metotrexat și trimetoprim                                                          |       |
| Albastru de metilen                                                                                            | methemoglobinemie                                                                  |       |
| Naloxonă | opioide (supradoză)                                                                |       |
| N-acetilcisteină                                                                                               | paracetamol                                                                        |       |
| Octreotidă | agenți hipoglicemianți orali                                                       |       |
| Pralidoximă, clorură (2-PAM)                                                                                   | insecticide organofosforice, după atropină                                         |       |
| Protamină, sulfat                                                                                              | heparină                                                                           |       |
| Albastru de Prusia                                                                                             | taliu, cesiu                                                                       |       |
| Fizostigmină, sulfat                                                                                           | anticolinergice                                                                    |       |
| Piridoxină | izoniazidă, etilenglicol                                                           |       |
| Fitomenadionă (vitamina K) și plasmă                                                                           | warfarină, indandionă (antivitamine K)                                             |       |
| Bicarbonat de sodiu                                                                                            | aspirină, antidepresive triciclice                                                 |       |
| Succimer (Acid dimercaptosuccinic - DMSA)                                                                      | plumb (saturnism)                                                                  |       |